# Stazione zoologica Anton Dohrn
La Stazione zoologica Anton Dohrn est un institut de recherche en biologie marine situé dans la ville de Naples. Cet institut à l'origine privé a été fondé en 1872 par le zoologiste allemand Anton Dohrn. C'est depuis 1982 un institut national dépendant du Ministero dell'Università e della Ricerca du gouvernement italien. Il comprend également un aquarium, le plus ancien d'Italie et le deuxième plus ancien d'Europe parmi ceux qui existent encore (le premier est le Sea Life Brighton),.

## Création
Le choix de la ville de Naples n'est pas fait au hasard. Cette ville attire de nombreux touristes, aussi Dohrn a l'idée de créer, en parallèle à la station, un aquarium payant, les recettes contribuant au financement de l'institution.
Dohrn convainc les autorités de lui donner une parcelle de terrain au bord de la mer en s’engageant à construire à ses frais les bâtiments de la Station biologique. Celle-ci ouvre ses portes aux scientifiques en septembre 1873 et au grand public en janvier 1874.

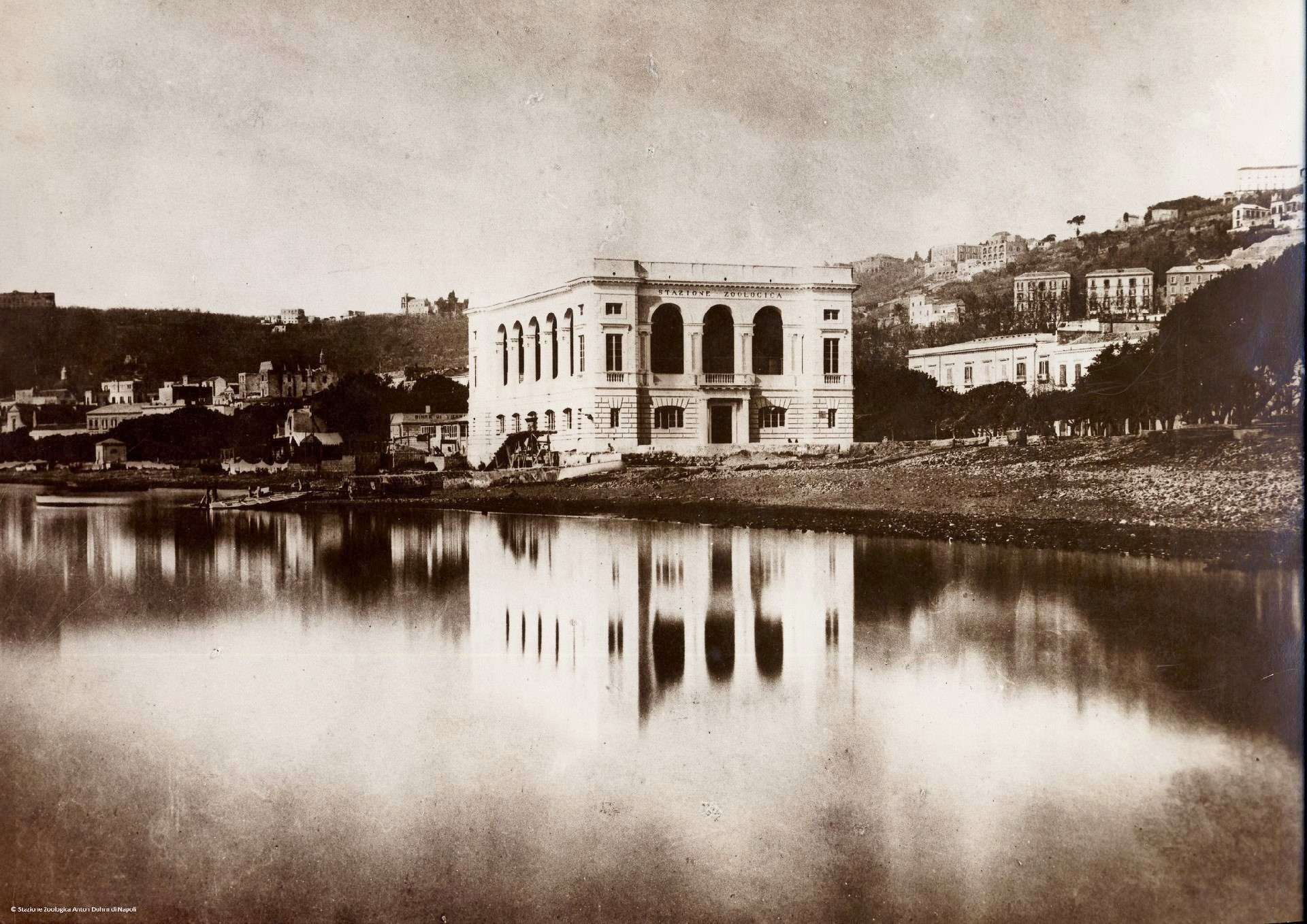
photo de la station biologique, fin du XIXe siècle

Afin de donner à la Station un statut international et de garantir son indépendance et sa liberté économiques, par conséquent sa politique de recherche, Dohrn conçoit une série de mesures novatrices afin de financer son projet. Tout d’abord, il loue les espaces de travail et de recherche annuellement aux universités, aux gouvernements, aux institutions scientifiques publiques ou privées, les chercheurs venant travailler à la station étant garantis d’y trouver les moyens nécessaires (animaux et matériel de laboratoire, produits chimiques, bibliothèque de haut niveau et personnel qualifié). Ces moyens étant fournis librement et les chercheurs peuvent mener les projets de leur choix de façon totalement libre. Le système fonctionne très bien. À la mort de Dohrn en 1909, plus de 2 200 chercheurs européens ou nord-américains ont travaillé à Naples. On considère que la collaboration scientifique moderne est inventée, basée sur une communication des idées, des méthodes et des résultats rapide et gratuite.

## Vocation
L'institut est consacré à la recherche fondamentale en biologie. La recherche est largement interdisciplinaire, impliquant les domaines de l'évolution, biochimie, biologie moléculaire, la neurobiologie, la biologie cellulaire, océanographie biologique marine botanique, biologie moléculaire des plantes, l'écologie benthique, et l'écophysiologie. Il est également fermement attaché à une politique de promotion de la coopération internationale dans la recherche scientifique et la coopération avec d'autres institutions italiennes.

## Chercheurs célèbres
- Otto Heinrich Warburg (1883-1970), biochimiste allemand, sur la consommation d'oxygène des œufs d'oursins et la respiration cellulaire.

- Chris Bowler (1965-), biologiste britannique, spécialiste de la génomique des plantes.